# Xã Sherman, Quận Washington, Kansas
Xã Sherman (tiếng Anh: Sherman Township) là một xã thuộc quận Washington, tiểu bang Kansas, Hoa Kỳ. Năm 2010, dân số của xã này là 234 người.